# Lena Große Scharmann
Lena Große Scharmann (Stoccarda, 24 aprile 1998) è una pallavolista tedesca, opposto della Megavolley.

## Carriera

### Club
La carriera di Lena Große Scharmann inizia nella stagione 2013-14 quando viene ingaggiata dal MTV Stoccarda, militando nella seconda squadra che disputa la 2. Bundesliga; nella stagione 2016-17 esordisce in 1. Bundesliga passando all'Olympia Berlino, mentre nell'annata successiva ritorna alla squadra di Stoccarda, sempre in 2. Bundesliga.
Per il campionato 2018-19 veste la maglia dello FTSV Straubing, nella massima divisione tedesca, a cui è legata per due annate, per poi accasarsi nella stagione 2020-21 nuovamente al MTV Stoccarda, quando volta in prima squadra. Nell'annata 2021-22 firma per il Wiesbaden, sempre in 1. Bundesliga.
Nella stagione 2023-24 si trasferisce per la prima volta all'estero, in Italia, difendendo i colori della Megavolley, in Serie A1.